# Technologia żywności i żywienia
Technologia żywności i żywienia – dyscyplina naukowa znajdująca się dziedzinie nauk rolniczych w obszarze nauk rolniczych, leśnych i weterynaryjnych.
Zajmuje się  metodami wytwarzania, przetwarzania, utrwalania i przechowywania żywności. 
Technologia żywności i żywienia jest jednym z kierunków studiów prowadzonych na uczelniach. Jest to  kierunek studiów związany z naukami technicznymi, chemicznymi i biologicznymi. Zgodnie ze standardami kształcenia obejmuje on podstawy produkcji żywności i żywienia człowieka. 
W ramach kształcenia studenci poznają:
- chemię żywności, jej mikrobiologię i analizę,
- bezpieczeństwo produkcji żywności,
- maszynoznawstwo i inżynierię procesową,
- projektowanie technologiczne,
- zasady żywienia człowieka,
- zarządzanie i ekonomikę przedsiębiorstw żywnościowych.